# The Raven Age
The Raven Age es una banda británica de heavy metal. Fue fundada en Londres en 2009 por los guitarristas Dan Wright y George Harris. En 2014, la banda grabó y lanzó su EP homónimo. La banda acompañó a Iron Maiden a lo largo de su gira en 2016 The Book of Souls World Tour.

## Historia
La joven banda toca el género metal melódico. Se formaron en Londres cuando se juntó un grupo de amigos que compartían su pasión por la música rock.
Los primeros en reunirse en 2009 fueron el guitarrista Dan Wright y el guitarrista George Harris, que decidieron comenzar esta banda como una propuesta contemporánea al heavy metal. El desarrollo de la banda tenía visión de combinar este estilo musical con voces melódicas muy potentes que generasen un sonido que resultase espectacular y único.
Con la gran cantidad de material escrito que elaboraron, desarrollaron su primer álbum, reclutando más talento musical. Además se incorporaron al grupo el bajista Matt Cox en 2012, y en 2013 del vocalista Michael Burrough y del batería Jai Patel completaron la alineación.
Desde que pasó a ser una banda activa, The Raven Age ha estado participado en conciertos en distintos países de toda Europa, junto a bandas como Mastodon, Gojira, Delain, Rival State, Voodoo Six, Wolf, Santa Cruz, British Lion, entre otras muchas. También han hecho apariciones debut en los escenarios de algunos de los festivales más grandes, incluyendo Download, Sonisphere y Moto Clube Faro en Portugal.
En 2014, lanzaron su primer EP, titulado "The Raven Age", que contiene cuatro canciones: Uprising, Eye Among The Blind, The Death March y Angel in Disgrace. Este EP alcanzó directamente el número 1 en Amazon de la lista de 'Hot New Releases Chart' y también alcanzó el número 16 en el 'Top 100 Best Sellers in the Rock & Metal Chart' en Amazon.
En octubre de 2015, el equipo acompañó a Skarlett Riot durante su gira por Reino Unido. En 2016, The Raven Age acompañó a la mítica banda del padre de su guitarra George Harris Iron Maiden durante su gira mundial The Book Of Souls World Tour.

## Discografía
EP
- The Raven Age (2014)

Álbumes de estudio
- Darkness Will Rise (2017)
- Conspiracy (2019)
- Exile (2021)
- Blood Omen (2023)

Sencillo
- Surrogate (2018)